# کوردر درام
کوردر درام (به انگلیسی: Corder Drum) یک شرکت تولیدکننده سازهای کوبه‌ای مستقر در هانتسویل آلاباما بود.